# Edward Victor Luckhoo
Sir Edward Victor Luckhoo Kt (* 24. Mai 1912 in New Amsterdam; † 3. März 1998) war letzter Generalgouverneur von Guyana.

## Biografie
Luckhoo absolvierte das Queen’s College, Guyana und studierte anschließend am St Catherine’s College der Oxford University. 1931 erhielt er seine Zulassung als Anwalt und wurde 1965 Kronanwalt. Von 1944 bis 1947 amtierte er als Friedensrichter (Magistrate), 1966 wurde er Justice of Appeal. Von 1969 bis 1976 leitete er des Justizwesen Guyanas. Vom 10. November 1969 bis zur Umwandlung in eine Republik 1970, war Luckhoo kommissarischer Generalgouverneur und im Anschluss kommissarisches Staatsoberhaupt. Am ersten Januar 1970 wurde er zum Knight Bachelor ernannt.